# ESIEE Management
Pour les articles homonymes, voir ESIEE.
 (janvier 2013).
Si vous disposez d'ouvrages ou d'articles de référence ou si vous connaissez des sites web de qualité traitant du thème abordé ici, merci de compléter l'article en donnant les références utiles à sa vérifiabilité et en les liant à la section « Notes et références ».
L’ESIEE Management, anciennement l'ISTM (Institut Supérieur de Technologie et Management) est un établissement d'enseignement supérieur de la Chambre de commerce et d'industrie de Paris. Elle est membre de la Conférence des grandes écoles. Cette école s'adresse à des étudiants de formation initiale scientifique qui souhaitent acquérir des compétences en management. Le diplôme d'ESIEE Management délivre le grade de master (Bac+5).
L'ESIEE Management propose une formation aboutissant à une double compétence : un domaine technologique (informatique, biotechnologies, matériaux avancés) et le management.
En 2015, l'école fusionne finalement avec l'école d'ingénieurs (ESIEE Paris).

## Admission
Pour entrer à ESIEE Management :
- En 1re année :
  - Classes Préparatoires (MP, PC, PSI, PT, TSI, ATS, BCPST, TB) : Admission sur concours ESIEE Management (épreuves écrites TELECOM École de management)
  - DUT - Licence/L2 (120 ECTS) - BTS scientifique ou technique : Sélection sur dossier et épreuves d’admission (entretien de motivation et évaluation d’anglais)
- En 2e année :
  - Licence (L3) ou en Master 1 scientifique ou technique : Sélection sur dossier et épreuves d’admission (entretien de motivation et évaluation d’anglais)

## Cursus
La formation se déroule sur 3 ans avec une 1re année dédiée à l'acquisition des connaissances de base en gestion et à l'homogénéisation des niveaux techniques, une 2e année permettant l'approfondissement des enseignements de management et l'intégration de la technologie liée au management. Enfin la 3e année qui permet un approfondissement de la technologie et du management. L'ESIEE Management propose quatre filières différentes :
- Biotechnologies et bioindustries (ouvert également à l'apprentissage)
- Énergies renouvelables et éco-innovations
- Ingénierie et matériaux (ouvert également à l'apprentissage)
- Systèmes d’information (ouvert également à l'apprentissage)

Par ailleurs la formation s'articule autour de stages et missions en entreprise :
- Stages d'une durée de 4 à 5 mois en 1re année
- Missions d'une durée de 6 mois en 3e année

## Double diplôme
ESIEE Management permet à ses étudiants d’obtenir un double diplôme. Quatre masters sont accessibles aux étudiants de 3e année, sur l’ensemble des filières :
- Le master Matériaux avancés et management
- Le master Management de l'Intégration des Technologies de l'Information et de la Communication - Entreprises et Collectivité (MITIC)
- Le master Innovation, Design, Luxe (IDL)
- Le master Entreprise Innovation et Société (EIS)

## International
L'ESIEE Management offre la possibilité à ses étudiants d'avoir une expérience à l'international.Cette dernière peut prendre la forme d’un stage, d’une mission ou d’un séjour d’études dans une université partenaire.
Ainsi ESIEE Management participe au programme Socrates de l'Union européenne (action Erasmus :
mobilité des étudiants et des enseignants).
Quelques universités étrangères partenaires :
- The Engineering College of Copenhagen (Danemark)
- Turku School of Economics (Finlande)
- Université d'Exeter (Royaume-Uni)
- Université municipale de Hong Kong (Hong Kong)
- Université de Nouvelle-Galles du Sud (Australie)
- École polytechnique de Milan (Italie)
- Nanjing University of Aeronautics and Astronautics (Chine)
- Oslo University College (Norvège)
- TEI, Thessalonique (Grèce)

## Recherche
La recherche à ESIEE Management s'effectue autour de questions d’innovation technologique et de conduite du changement. Les 5 axes de recherche sont :
- « Entrepreneuriat et financement de l’innovation » en lien avec le Laboratoire ERUDITE (Université Paris-Est Marne-la-Vallée, Université Paris 12) et la Chaire Entrepreneuriat de la CCIP.
- « Management de projets innovants » en lien avec l’équipe projets innovants services management (IRG-PRISM), Université Paris-Est Marne-la-Vallée.
- « Innovations de rupture et marchés de la connaissance » en lien avec le laboratoire Techniques, territoires et société (LATTS), de l'École des Ponts (ENPC), du centre national de recherche scientifique (CNRS) et de l'Université Paris-Est Marne-la-Vallée (UPEM).
- « Perspectives de la mondialisation et changements institutionnels » en lien avec le centre d’études des modes d’industrialisation (CEMI) de l’école des hautes études en sciences sociales (EHESS).
- « Technologies, usages et société » en lien avec le laboratoire « signaux et télécommunications » d’ESIEE Engineering.